# Toni Negri
Pour les articles homonymes, voir Toni et Negri.
Antonio Negri dit Toni Negri, né le 1er août 1933 à Padoue en Italie et mort le 16 décembre 2023 à Villejuif, est un philosophe, sociologue et homme politique italien. Il est l'un des principaux animateurs de l'opéraïsme, un courant marxiste italien. 
Accusé en 1979 d'avoir participé au meurtre d'Aldo Moro (accusation dont il sera acquitté), il fait quatre ans et demi d'incarcération préventive dans des prisons de haute sécurité, dans l'attente d'un procès qui ne vient pas, avant de choisir, à la faveur de son élection comme député en 1983, de s'exiler en France où il est protégé par la « doctrine Mitterrand ». Il est soutenu à la fois par Amnesty International qui dénonce l'incohérence des accusations portées contre lui, et par de nombreux intellectuels de gauche. 
Établi en France, il enseigne à l'École normale supérieure, à l'université Paris-VIII, et au Collège international de philosophie. Lié depuis longtemps à Louis Althusser, sa rencontre avec Félix Guattari fait entrer sa réflexion politique en contact avec de grandes figures du post-structuralisme (Gilles Deleuze, Michel Foucault…), avec lesquelles il aura de nombreux échanges. Avec l'universitaire américain Michael Hardt, il co-écrit Empire, qui se veut « un Manifeste communiste pour notre temps » et aura beaucoup de succès au sein du mouvement altermondialiste. 
Du fait de son exil français, il est condamné par contumace en 1986 à dix-sept ans et quatre mois de prison, pour association subversive et pour concours « moral » pour le vol d’Argelato, au cours duquel un policier avait été tué. Après son retour volontaire en Italie en juillet 1997, afin de poser, à distance de vingt ans, la question des réfugiés politiques italiens, il est incarcéré pour purger le reliquat de sa peine. Il fait six ans et demi de détention, dont la moitié en régime de « travail externe » puis de semi-liberté.

## Biographie

### Engagements politiques
Durant ses années universitaires, il entre dans l'Association catholique de la jeunesse italienne (GIAC) où il rencontre, entre autres, Umberto Eco, Vincenzo Scotti, Silvio Garattini et Gianni Vattimo.
Jeune professeur à l'Institut de sciences politiques de l'université de Padoue dans les années 1960, il participe à la rédaction de la revue Quaderni Rossi avec Mario Tronti, Romano Alquati, Raniero Panzieri, et contribue à fonder à partir d'une mouvance marxiste hétérodoxe en rupture avec le Parti communiste italien de l'époque, ce que l'on a appelé l'« opéraïsme ».
En 1969, il est l'un des fondateurs, avec d'autres – dont Oreste Scalzone –, du groupe Potere Operaio, qui s'auto-dissout en 1973. Il participe ensuite au mouvement autonome italien d'Autonomia Operaia à travers les Collectifs Politiques Ouvriers et le journal Rosso. Il défend une conception de l'opéraïsme qui met l'accent sur le concept d'« ouvrier social » et s'oppose à la vieille figure de l'« ouvrier-masse ». En France, le groupe « Camarades » (1974-1978) s'est inspiré de ce concept[réf. nécessaire].

### Enseignements
Traducteur des écrits de philosophie du droit de Hegel, spécialiste du formalisme juridique, et de Descartes, de Kant, de Spinoza, de Leopardi, de Marx ou de Dilthey, il a enseigné la « doctrine de l'État » à l'université de Padoue, dont il a dirigé l'Institut de sciences politiques, à l'École normale supérieure de la rue d'Ulm, à l'université Paris-VII, à l'université Paris-VIII et au Collège international de philosophie.

### La prison et la fuite en France
Il est incarcéré pour la première fois le 7 avril 1979, accusé d'avoir participé au meurtre d'Aldo Moro,  — accusation totalement infondée[réf. nécessaire], et qui sera abandonnée dès décembre 1979.
Il fait quatre ans et demi de prison en préventive dans des quartiers de haute sécurité. Il est acquitté dans les procès les plus graves et blanchi de certaines accusations. Alors qu'il est en prison, en juin 1983, il est élu député du Parti radical, ce qui lui permet d'échapper provisoirement à la détention grâce à l'immunité parlementaire dont bénéficie tout député. Lorsque le parlement, à une très courte majorité (quatre voix qui sont celles des députés du Parti radical, qui l'a pourtant fait élire), décide de lever cette immunité, il prend la fuite pour la France.
Il a bénéficié depuis, d'acquittements systématiques concernant ses liens présumés avec les Brigades rouges et sa prétendue responsabilité dans l'assassinat d'Aldo Moro ; mais ses liens avec certains groupes subversifs, et son activité au sein du mouvement de contestation sociale (manifestations parfois violentes, publication de revues et de livres, organisations de grèves et de sabotages dans les usines pétrolifères et chimiques de Marghera, en Vénétie) lui ont valu une condamnation par contumace à 30 ans de prison. Il est condamné finalement pour association subversive (article 270) et pour concours « moral » pour le vol d’Argelato, au cours duquel un policier est tué, et sa peine est réduite à dix-sept ans et quatre mois. Amnesty International a très tôt dénoncé les procès politiques italiens et la répression de la contestation[réf. nécessaire]. Certains intellectuels français ont en particulier apporté dès la fin des années 1970 leur soutien à Negri et à ses camarades (par exemple, Gilles Deleuze, Félix Guattari,, Jean-Pierre Faye, Pierre Bourdieu, Élisabeth Roudinesco, Michel Foucault).

### Le retour en Italie
Antonio Negri, après 14 années d'exil en France, sans papiers mais protégé par la « doctrine Mitterrand » comme la plupart des « émigrés politiques » italiens, retourne volontairement en Italie le 1er juillet 1997 pour y purger sa peine. Après six ans et demi de détention, dont la moitié en régime de semi-liberté, il a fait l'objet d'une libération définitive en avril 2003.
Souvent critiqué, voire conspué en Italie et associé systématiquement aux « années de plomb » (on continue par exemple à affirmer qu'il a été le chef occulte des Brigades rouges[réf. nécessaire], ce qui est erroné), Negri bénéficie d'un prestige nettement supérieur en France et dans les pays anglo-saxons[réf. nécessaire]. Après avoir fondé et codirigé avec Jean-Marie Vincent la revue Futur antérieur en 1990, il a fondé et dirigé la revue italienne Posse jusqu'en 2004, et fait partie de la revue française Multitudes (dirigée par Yann Moulier-Boutang) jusqu'en 2007. Les militants qui se réfèrent à ses thèses sont surtout présents dans les mouvements alternatifs, principalement en Italie et en Espagne.
Il a en particulier vendu plus d'un million d'exemplaires du livre qu'il a coécrit avec Michael Hardt, Empire[réf. nécessaire].
Il a créé avec un petit groupe de chercheurs le site « UniNomade » (2010-2013), et depuis la clôture de l'expérience, a encore créé en octobre 2013 « EuroNomade », qui est à la fois une plateforme de recherche et une revue en ligne ([www.euronomade.info]).

## Philosophie
Philosophe préoccupé par la question du politique, son problème fondamental est de relier l'ontologie à la construction d'une subjectivité antagoniste qu'on peut appeler « marxiste », mais qui est en réalité communiste. Cette volonté a parcouru tout son travail depuis les années 1970 et s'est clarifiée au contact des écoles post-structuralistes françaises. C'était une rencontre entre des méthodes et des points de vue issus de milieux culturels différents qui se sont emparés des mêmes problèmes, dont le principal était, selon les propres termes de Negri, de comprendre « comment détacher la description de la vie de la description du pouvoir »[réf. nécessaire].
L'un des plis intellectuels qui caractérise sa philosophie politique est de renverser la représentation habituelle des rapports gouvernants / gouvernés : pour Negri, le pouvoir n'écrase pas les sujets, il leur court après. Cela est vrai, en particulier, du rapport capital / travail : « les luttes du prolétariat constituent – au sens ontologique du terme – le moteur du développement capitaliste », plutôt que l'inverse.

## Idées
Désireux d'actualiser la notion de « classe ouvrière », qu'il ne trouve plus pertinente, il est à l'origine du terme de « multitude ». Cette conception a été dénoncée comme illusion par les théoriciens marxistes classiques[Qui ?].
Toni Negri est l'un des théoriciens et l'ardent promoteur d'un revenu garanti, c'est-à-dire d'un revenu déconnecté de l'emploi : dans Empire (2000), avec Hardt, il propose par exemple l'établissement d'un salaire minimum mondial, base matérielle d'une citoyenneté mondiale. Cette revendication fait de lui une référence théorique majeure pour certaines composantes des mouvements de chômeurs, de précaires et d'intermittents. C'est elle aussi qui le sépare de la gauche traditionnelle, attachée à l'emploi comme socle de l'organisation sociale, et au plein-emploi comme horizon des politiques économiques[réf. nécessaire] et d'une partie de la gauche qui considère que les contradictions qui causent les problèmes de subsistance sont intrinsèques au mode de production capitaliste, qui rend logiquement impossible la satisfaction des besoins de tous (que ce soit la critique de la valeur, la théorie du salaire à vie ou les marxistes-léninistes) et que ce projet ne consiste qu'à étendre encore plus la sphère du marchand.
Dans le courant altermondialiste, Toni Negri fait partie de la tendance qui a appuyé le « oui » au projet de traité constitutionnel européen, susceptible à ses yeux de « faire disparaître cette merde d'État-nation ».

## Vie privée
Il a eu une fille, la réalisatrice Anna Negri, ainsi qu'un fils, nés au début des années 1960 du mariage avec Paola Meo ; et une fille, née après sa fuite en France, en 1984, avec sa compagne de l'époque, Donatella Ratti. Par la suite, il s'est remarié avec la philosophe française Judith Revel, rencontrée dans les années 1990.

## Citations
- « Mais si le capital est un rapport entre un travail mort et un travail vivant, si le capital prend le contrôle de tout, il diffuse aussi ce rapport, et c’est pourquoi on trouve des résistances partout, dans tous les espaces de la vie, car plus aucun espace n’échappe à l’exploitation. La nature elle-même est prise tout entière sous le commandement du capital »[15].
- « Être capable d’une séparation radicale de notre réalité, d’un abandon et d’une absence qui nous mettent de nouveau en contact avec l’autre, avec l’ami abandonné, avec le réel qui s’était dispersé »[16].
- « Une fois que nous avons détruit, découpé, déconstruit le réel, il nous reste ce réseau de fils métalliques, forts, construction humaine pleine de puissance. C’est ici que continue le travail. Nous nous saisissons de ces fils et nous les dédoublons, se forment ainsi de nouvelles figures, s’imaginent de nouvelles réalités. L’imagination libère. Dans l’horizon de l’être, la liberté est supérieure, la puissance s’approche de la possibilité. De cette manière, on peut entrevoir de nouvelles subjectivités, de nouveaux champs d’action, de nouvelles synthèses de coopération »[16].
- « Il faudra avoir le courage de chercher de nouvelles formes d'organisation... en essaim comme les abeilles, ou comme les oiseaux migrateurs qui se dispersent et gardent entre eux une forme de communication »[17].

## Publications

### Philosophie
- Travail vivant contre capital, Éditions sociales, Paris, 2018 (conférence précédée d'un entretien) informations
- Inventer le commun des hommes, Bayard éditeur, Paris, 2010, recueil d'articles parus dans les revues Futur Antérieur et Multitudes, 1990-2008  (ISBN 978-2-227-48155-8)
- Spinoza et nous, Galilée, 2010
- L'Idée de communisme, (Alain Badiou et Slavoj Žižek, dir.), avec Alain Badiou, Judith Balso, Bruno Bosteels, Susan Buck-Morss, Terry Eagleton, Peter Hallward, Michael Hardt, Minqi Li, Jacques Rancière, Alessandro Russo, Roberto Toscano, Gianni Vattimo, Wang Hui, Slavoj Žižek, Nouvelles Éditions Lignes, 2010.
- (en) Commonwealth[18], (en collaboration avec Michael Hardt), 2009
- Goodbye mister socialism, Seuil, 2007
- GlobAL. Luttes et biopouvoir à l'heure de la mondialisation: le cas exemplaire de l'Amérique latine (en collaboration avec Giuseppe Cocco), Editions Amsterdam, 2007
- Fabrique de porcelaine, Stock, 2006
- Lent genêt : essai sur l'ontologie de Giacomo Leopardi, Editions Kimé, 2006
- Art et multitude : neuf lettres sur l'art, EPEL, 2005
- Multitude : guerre et démocratie à l'époque de l'Empire (en collaboration avec Michael Hardt), La Découverte, 2004[19],[18]
- Job, la force de l'esclave, écrit en 1982-1983 durant son séjour dans les prisons italiennes.
- Du retour. Abécédaire biopolitique, Calmann-Lévy, 2002
- Empire (en collaboration avec Michael Hardt), Exils, 2000
- Kairos, Alma Venus, multitude : neuf leçons en forme d'exercices, Calmann-Lévy, 2000
- Exil, Mille et une nuits, 1997 [lire en ligne]
- Le Pouvoir constituant : essai sur les alternatives de la modernité, PUF, 1997
- Le Bassin de travail immatériel dans la métropole parisienne (en collaboration avec Antonella Corsani et Maurizio Lazzarato), L'Harmattan, 1996
- Spinoza subversif : variations (in)actuelles, Kimé, 1994
- Des entreprises pas comme les autres : Benetton en Italie, le Sentier à Paris (en collaboration avec Maurizio Lazzarato, Yann Moulier-Boutang et Giancarlo Santilli), Publisud, 1993
- Les Nouveaux espaces de liberté (en collaboration avec Félix Guattari), éditions Dominique Bedou, 1985
- Italie rouge et noire : journal février 1983-novembre 1983, Hachette, 1985
- L'Anomalie sauvage : puissance et pouvoir chez Spinoza, PUF, 1982, réédition, Editions Amsterdam, 2007
- Sabotage et autovalorisation ouvrière dans Usines et ouvriers, figures du nouvel ordre productif, Maspero, 1980 [lire en ligne] extrait du livre Il dominio e il sabotaggio. Sul metodo marxista della tranformazione sociale. Ecrit en 1977 et paru aux Editions Feltrinelli en 1978 traduit en 2019 aux Editions Entremonde. On peut lire en ligne le chapitre 9 sur le site Acta
- Marx au-delà de Marx : cahiers du travail sur les “Grundrisse”, Bourgois, 1979 (réédition L'Harmattan, 1996)
- La Classe ouvrière contre l'État, Galilée, 1978

### Articles
- « Socialisme = soviets + électricité », revue Période, septembre 2017, allocution prononcée au colloque Penser l’émancipation à Saint-Denis le 15 septembre 2017.
- « Lénine au-delà de Lénine », revue Période, juillet 2017, ce texte est la traduction du chapitre introductif d’Antonio Negri, Trentatre lezioni su Lenin, Manifestolibri, 2008.

### Théâtre
- Trilogie de la différence : théâtre (trad. de l'italien par Judith Revel), Paris, Stock, 2009, 212 p. (ISBN 978-2-234-06223-8)

## Filmographie
- 2013 : Notre monde de Thomas Lacoste
- 2004 : Toni Negri de Pierre-André Boutang et Annie Chevallay